# Ami weinmanni
Ami weinmanni is een spinnensoort in de taxonomische indeling van de vogelspinnen (Theraphosidae).
Het dier behoort tot het geslacht Ami. De wetenschappelijke naam van de soort werd voor het eerst geldig gepubliceerd in 2008 door Pérez-Miles.